# 21 Questions
«21 Questions» es una canción interpretada por 50 Cent. Nate Dogg canta el coro y el extra, pero no aparece en los créditos. La canción fue escrita por 50 Cent, K. Risto, J. Cameron y V. Cameron para el álbum de 2009 de 50 Cent Get Rich or Die Tryin'. La pieza fue lanzada en 2003 como el segundo sencillo del álbum y fue la segunda canción del Get Rich or Die Tryin’ en alcanzar la primera posición en las listas de Estados Unidos después de «In da Club». «21 Questions» alcanzó el puesto 6 en la UK Singles Chart mientras «In da Club» estaba en el puesto 23. La canción fue producida por Dirty Swift y Bruce Waynne del dúo Midi Mafia y contiene elementos de «It's Only Love Doing Its Thing» de Barry White. La cantante de R&B Lil' Mo creó una remezcla llamado «21 Answers». Esta canción suele ser mezclada en las discotecas con la versión de 50 Cent.

## Antecedentes
Cuando el productor Dr. Dre estaba trabajando con 50 Cent en Get Rich or Die Tryin', no quería que «21 Questions» fuera incluida en el álbum, ya que creía que una canción romántica contrastaba con el resto de las canciones del álbum. Sin embargo, 50 Cent respondió que "yo soy dos personas. Siempre he tenido que ser dos personas desde que era un niño, para sobrevivir. Para mí eso no es diversidad, es necesidad."

## Video musical
El video musical fue dirigido por Damon Johnson, Dr. Dre y Phillip Atwell en marzo de 2003. El video muestra como 50 Cent es arrestado y enviado a prisión, en donde trata de mantenerse en contacto con su novia, interpretada por Meagan Good. En prisión, 50 Cent es confrontado por otro recluso, interpretado por Tyson Beckford. El video termina con una versión alternativa del inicio con 50 Cent y su novia viendo desde su casa como la policía arresta a Beckford en lugar de 50 Cent. Nate Dogg y G-Unit realizan cameos en el video.
El video fue estrenado el 15 de abril de 2003 en Total Request Live, alcanzando el puesto 6 inmediatamente. Dos días después llegó al primer lugar y permaneció en la lista durante 50 días. También alcanzó el puesto 2 en las listas de MuchMusic.

## Listado de canciones
1. «21 Questions» (versión del álbum)
2. «Soldier» (50 Cent & G-Unit freestyle)
3. «21 Questions» (en vivo desde Nueva York)
4. «21 Questions» (video)

## Créditos y personal
- Productor: Dirty Swift y Bruce Waynne
- Mezcla de audio: Dr. Dre
- Grabación: Sha Money XL y Maurico "Veto" Iragorri
- Asistentes: Ruben Rivera

## Posicionamiento en listas
| Lista (2003)                            | Máxima posición |
| --------------------------------------- | --------------- |
| Alemania (Offizielle Deutsche Charts)   | 35              |
| Australia (ARIA)                        | 34              |
| Austria (Ö3 Austria Top 40)             | 39              |
| Bélgica (Flandes) (Ultratop 50)         | 37              |
| Canadá (Canadian Singles Chart)         | 5               |
| Dinamarca (Tracklisten)                 | 18              |
| Estados Unidos (Billboard Hot 100)      | 1               |
| Estados Unidos (Hot R&B/Hip-Hop Songs)  | 1               |
| Estados Unidos (Hot Rap Tracks)         | 1               |
| Estados Unidos (Mainstream Top 40)      | 6               |
| Estados Unidos (Rhythmic Top 40)        | 1               |
| Estados Unidos (Top 40 Tracks)          | 5               |
| Finlandia (The Official Finnish Charts) | 13              |
| Francia (SNEP)                          | 58              |
| Irlanda (IRMA)                          | 11              |
| Noruega (VG-lista)                      | 15              |
| Nueva Zelanda (Recorded Music NZ)       | 8               |
| Países Bajos (Nederlandse Top 40)       | 8               |
| Reino Unido (UK Singles Chart)          | 4               |
| Suecia (Sverigetopplistan)              | 34              |
| Suiza (Schweizer Hitparade)             | 14              |

### Sucesión en listas
| Anterior: «Get Busy» de Sean Paul | Billboard Hot 100 — Sencillo Nro 1 31 de mayo de 2003 — 21 de junio de 2003    | Siguiente: «This Is the Night» de Clay Aiken |
| Anterior: «Get Busy» de Sean Paul | Hot R&B/Hip-Hop Songs — Sencillo Nro 1 3 de mayo de 2003 — 14 de junio de 2003 | Siguiente: «So Gone» de Monica               |